# Annelouise
Annelouise Sørensen (født 27. november 1978) er en dansk sangskriver og sangerinde.
Hun fik en andenplads i talentprogrammet X Factor 2011 med Thomas Blachman som mentor, hvor hun blandt andet sang versioner af Kashmirs ”Splittet til atomer” og Alicia Keys ”Empire state of mind”. I finalen i Parken den 25. marts 2011 optrådte hun med Take That og Fallulah i det mest sete tv-program i 10 år. under X Factor røg hun i farezonen hele to gange i uge 4 og 5. men i semifinalen stemte seerne hende videre til finalen. og i finalen blev hun nummer 2.
I september 2013 albumdebuterede hun under navnet ISE med ”Kø på Himalaya” (Playground Music), som kastede førstesinglen ”De lykkeliges legeplads” af sig.
Musik og tekst på ”Kø på Himalaya” er skrevet af Annelouise Sørensen, mens albummet er produceret af Henrik Marstal (Ibens, Marie Frank m.fl.) og Kasper Rasmussen (Folkeklubben, Penny Police m.fl.).